# Ayuba Suleiman Diallo
Ayuba Suleiman Diallo (Bondu, 1701 - 1773), ook bekend als Job ben Solomon, was een bekende moslim die slachtoffer werd van de Trans-Atlantische slavenhandel. Zijn memoires waren een van de allereerste memoires van de slavernij in Amerika. Zijn memoires werden opgeschreven door Thomas Bluett en werden in 1734 gepubliceerd.

## Biografie
Ayuba Suleiman Diallo werd omstreeks 1701 geboren als de zoon van een priester van de Fulbe, Soloman Diallo, en Tanomota. Hij werd als een moslim opgevoed en leerde lezen en schrijven in het Arabisch. Op vijftienjarige leeftijd kende hij de Koran uit zijn hoofd. In 1731 had hij twee mannen als slaven verkocht in ruil voor 28 stuks vee en toen hij deze naar huis leidde werd hij overvallen door een groep Mandinka. Deze namen Diallo gevangen en verkochten hem aan de Engelse kapitein Pyke. Hij stuurde nog een brief naar zijn vader om te vragen hem te helpen, maar voordat de twee tot slaaf gemaakte vervangers arriveerden, was het Engelse schip reeds vertrokken.
Het schip vertrok van Fort James aan de rivier de Gambia naar Annapolis in Maryland. Aldaar werd hij voor 45 pond verkocht aan plantagehouder Alexander Tolsey. Die zette hem in om tabak te plukken en vee te drijven. Door deze laatste taak kreeg Diallo veel gelegenheid om in de bossen zijn gebeden op te zeggen en kon hij zijn ontsnapping plannen. Toen hij trachtte te vluchten, werd hij gemakkelijk weer gevangengenomen en werd hij vastgezet bij de lokale taveerne. Diallo schreef opnieuw een brief aan zijn vader waarin hij zijn situatie uit de doeken deed en vroeg aan kapitein Pyke of hij deze in Gambia kon afleveren bij zijn volgende bezoek. De brief kwam ten slotte in Londen terecht waar het werd vertaald voor een arabist. Hier kreeg zijn brief de aandacht van de filantroop James Oglethorpe die hem vrijkocht in de hoop betere handelsrelaties te kunnen verkrijgen in Gambia.
In de lente van 1733 reisde Diallo per schip van Annapolis naar Londen en tijdens acht weken durende reis leerde hij Engels en het Latijns schrift. In Londen werd een certificaat voor hem opgesteld waarin hij als een vrij man werd beschouwd en hierin werd ook geregeld dat hij in een schip van de Royal African Company terug naar Gambia gebracht moest worden. Ook werd er toegezegd dat ze in de toekomst geen moslims meer tot slaven zouden maken. In ruil hiervoor zou hij de Company helpen met hun toegang te verschaffen tot zijn thuisland en hun handel in goud, gom en niet-moslim slaven.
In augustus 1734 keerde hij terug in het huidige Gambia. Bij zijn terugkeer was zijn vader reeds overleden en was een van zijn vrouwen hertrouwd in de overtuiging dat Diallo overleden was. Daarnaast werd zijn thuisland geteisterd door een oorlog. Twee jaar na zijn terugkeer werd hij gevangen genomen door de Fransen omdat hij een bondgenoot van de Engelsen was. Diallo verbleef een jaar lang in hun gevangenschap. In 1773 overleed hij.